# Mathurin Romegas
Mathurin Romegas, teljes nevén Mathurin d’Aux de Lescout (Mansonville, 1529. – Róma, 1581. november 4.) a máltai Szent János-lovagrend francia tagja, egyik leghíresebb gályaparancsnoka volt. Egy belső lázadás után a lovagok nagymesternek választották, de döntésüket a pápa nem fogadta el.

## Ifjúsága
Romegas szülei francia nemesek voltak, apja Jean d’Aux, anyja Béraude de Beauville. Egy testvére született, Jean vagy Bernard. Mivel Romegas másodszülött volt, a korban divatos szokás szerint a Szent János-lovagrend tagja lett 1547. december 16-án. A szükséges okiratokat a rend toulouse-i központjában töltötték ki, így a fiatal nemes a provence-i nyelvhez, vagyis a térségből érkező lovagokhoz sorolták.
Ezt követően a rend gályáin teljesített szolgálatot. Ebben az időben a szintén Gascogne-ból származó Jean Parisot de La Valette későbbi nagymester volt a flotta parancsnoka. Kettőjük között szoros barátság alakult ki. Ettől kezdve Romegas szinte egész életét az imaidők által meghatározott szigorú rendben töltötte a tengeren, és a rend hivatásának megfelelően muzulmán hajókra vadászott.

## Kapitánysága
1555. szeptember 23-án egy hirtelen szélvihar feldöntötte Romegas hajóját, a Santa Fedét, és a parancsnok több társával az egész éjszakát a hajótestbe szorulva, vállig vízben töltötte. Másnap reggel a túlélők után kutatók meghallották  dörömbölésüket, és lyukat vágtak a hajótestbe, hogy kiszabaduljanak. A gályában háromszáz leláncolt muzulmán rab fulladt meg. A történtek annyira megviselték Romegas idegrendszerét, hogy kortársai beszámolója szerint nem tudott úgy inni a pohárból, hogy remegő kezével ne csöpögtesse ki tartalmát.
A parancsnok félelmetes hírnevet szerzett, a katolikus hit védelmében elkeseredetten harcolt a muzulmánok ellen. Bátor és erőszakos volt, kegyetlenül pusztította a török hajókat. 1560 körül Mathurin Romegas átvette a máltai gályák irányítását, amelyből ugyan nem volt sok, de hatósugaruk Palesztina partjáig ért. Egyszer megtámadta Juszef Concini, egy renegát keresztény hajóját, és az ellenfél makacs ellenállása annyira feldühítette, hogy kiabálva párviadalra hívta ki Concinit. Párbajuk során ellenfelét belökte a keresztény gályarabok közé, akik szó szerint darabokra szaggatták.
1564 közepén Mathurin Romegas elfogott néhány nagy szállítóhajót, köztük a szultán főeunuchjának hajóját. Foglyul ejtett több magas rangú tisztségviselőt, köztük Mohamed bejt, Kairó kormányzóját, valamint Alexandria urát. A foglyok között volt Szulejmán lányának korábbi dadája is, aki mekkai zarándoklatáról tért vissza. Ez végképp feldühítette a szultánt, aki elhatározta, hogy kisöpri a lovagokat Máltáról.

## A nagy ostrom
Málta 1565-ös ostroma előtt hajóival a sziget és Szicília között ingázott, és azokat vitte el Máltáról, akik nem voltak harcképesek, visszafelé pedig ellátmányt és önkénteseket szállított. Az ostrom idején végig az első vonalban volt, ugyanis ő vezette La Valette személyes testőrségét. Romegas önként jelentkezett a Szent Elmo-erődbe induló erősítésbe, ami nyilvánvalóan öngyilkos vállalkozás volt, de bárkája az ellenséges tűzben nem jutott át az öblön, és kénytelen volt visszafordulni. Ő volt, aki embereivel kitűzte az erőd romjaira a máltaiak fehér keresztes zászlóját az ostrom után. A csatákban többször megsebesült.
1567-ben V. Piusz pápa kívánságára hazatért Franciaországba, hogy a hugenották ellen harcoljon. Lectoure városánál csatlakozott Blaise de Monluchoz. Részt vett vele Mont-de-Marsan ostromában. A hugenották által felégetett Golfech templomának újjáépítésére és harangjainak beszerzésére komoly összeget adományozott, majd 1570 júniusában csatlakozott a keresztény flottához, amely szeptemberben legyőzte a törököket a lepantói csatában. Marcantonio Colonna admirális a pápának írt levelében a győzelem építészének nevezte Mathurin Romegast. Miután visszatért Rómába, kinevezték a pápai flotta legfőbb parancsnokának, és Piusz elhalmozta kegyeivel.
1581-ben a lovagok nagymesternek választották, miután elégedetlenségükben elmozdították pozíciójából Jean de la Cassière
-t, és a Szent Angyal-erődbe zárták. XIII. Gergely pápa vizsgálatot indított, majd la Cassière
-t és Romegast is Rómába rendelte. Egyértelművé tette, hogy la Cassière pártján áll. Romegas érkezése után néhány nappal belázasodott, és november 4-én meghalt. Egy korabeli feljegyzés szerint sokan úgy vélték, hogy a lovagot megmérgezték.